# Mohnyin (distrikt)
Mohnyin är ett distrikt i Myanmar. Det ligger i delstaten Kachin i den norra delen av landet, 600 km norr om huvudstaden Naypyidaw.

## Geografi
Distriktet Mohnyin består av tre kommuner (engelska: townships):
| Nr | Kommun  | Folkmängd |
| -- | ------- | --------- |
| 1  | Hpakant | 331 708   |
| 2  | Mohnyin | 209 292   |
| 3  | Mogaung | 132 608   |

Dessutom finns två stycken sub-townships:
| Nr | Sub-Township                      | Folkmängd |
| -- | --------------------------------- | --------- |
| 1  | Hopin (ingår i Mohnyin Township)  | 48 694    |
| 2  | Kamine (ingår i Hpakant Township) | 10 039    |

## Demografi
Vid folkräkningen den 29 mars 2014 kunde inte folkräkningen slutföras i områden kontrollerade av Kachin Independence Organization. Den delen av folkmängden i delstaten Kachin som inte kunde räknas beräknades till 46 600 personer. Den räknade folkmängden i Mohnyin utgjorde 673 608 personer, varav 375 822 män (55,79 %) och 297 786 kvinnor (44,21 %). 78,1 % av befolkningen levde på landsbygden och 21,9 % bodde i områden som klassificeras som stadsområden eller urbaniserade av General Administration Department.
Distriktet Mohnyins befolkning fördelades på 101 152 hushåll, och genomsnittsstorleken på ett hushåll var 4,9 personer.
- Läs- och skrivkunnighet bland personer 15 år och äldre: 94,6 %
  - Hos män: 96,5 %
  - Hos kvinnor: 92,8 %
- Könsfördelning: 126,2 män per 100 kvinnor.
- Åldersfördelning:
  - 0-14 år: 179 545 (26,65 %)
  - 15-64 år: 471 460 (69,99 %)
  - 65 år och äldre: 22 603 (3,36 %)

Siffror tagna från folkräkningen 2014.